# Belgiumi olaszok
Belgiumi olaszok (olaszul: Italo-belgi, franciául: Italienne en Belgique, hollandul: Italo-Belgen) Belgium olasz nemzetiségű állampolgárai.

## Történelem
Már a reneszánsz korában jelentek meg a mai Belgium területén toszkánai kereskedők és bankárok, ezt követően számos iparos jelent meg a 18. századig. A 18. századra Belgiumban kialakult egy kicsi itáliai közösség, akik többségében az északi területekről érkeztek, többségük Vallóniában telepedett le. Ezek az olaszok nagy befolyással voltak Belgium függetlenségének kikiáltásában 1830-ban. A belgiumi olaszok egy része Vallóinában a szénbányákban vállalt munkát. A fasizmus korszaka alatt számos antifasiszta olasz érkezett Belgiumba.
Az olaszok tömeges bevándorlása a második világháború után indult be, mivel Olaszország és Belgium 1946-ban és 1947-ben államközi szerződéseket kötött, hogy olasz vendégmunkások menjenek a szénbányászatban munkát vállalni. A bányászatban dolgozóknak a hazainál magasabb fizetések, kedvezményes vasúti utazások és szenet, családi juttatást, fizetett szabadságot és korkedvezményes nyugdíjat biztosítottak nekik.   Mindezek miatt 1961-ra a Belgiumban élő külföldiek 44,2%-a olasz volt, akik 200 ezren éltek az országban.

## Olasz közösség
Mára az olasz közösség teljesen beintegrálódott a belga társadalomba. Fontos társadalmi pozíciókat töltenek be, erre példa Paula belga királyné illetve Elio Di Rupo miniszterelnök 2011-2014 között.
Az AIRE (Külföldi Olaszok Anyakönyvi Hivatala) felmérése szerint 2007-ben 235.673 fő volt olasz származású élt Belgiumban.
Az Olasz Konzulátus felmérése szerint az olasz közt 50 ezer fő Szicíliából (25%) származik, ezt követik Puglia (9,5%), Abruzzo (7%), Campania (6,5%) és Veneto (6%) tartományok.
Az olasz közösség 85%-a Vallóniában és Brüsszelben él.

## Híres belgiumi olaszok
- Salvatore Adamo (1943), énekes-dalszerző
- Claude Barzotti (1953), énekes
- Walter Baseggio (1978), labdarúgó
- Lucien Bianchi (1934-1969), autóversenyző
- Jérôme d'Ambrosio (1985), autóversenyző
- Elio Di Rupo (1951), politikus, Belgium miniszterelnöke 2011-2014 között
- Lara Fabian (1970), énekesnő (édesanyja olasz).
- Frédéric François, Francesco Barracato valódi nevén (1950), énekes
- Rocco Granata (1938), énekes-dalszerző
- Marco Ingrao (1982), labdarúgó
- Sandra Kim, Sandra Caldarone valódi nevén (1972), énekesnő (édesapja olasz)
- Sébastien Pocognoli (1987), labdarúgó
- Silvio Proto (1983), labdarúgó
- Paula belga királyné (1937)
- Enzo Scifo (1966), labdarúgó és edző
- François Sterchele (1982-2008), labdarúgó
- Roberto Bellarosa (1994), énekes, A 2013-as Eurovíziós Dalfesztiválon képviselte Belgiumot.

## Fordítás
- Ez a szócikk részben vagy egészben  az   Italo-belgi című olasz Wikipédia-szócikk ezen változatának fordításán alapul.  Az eredeti cikk szerkesztőit annak laptörténete sorolja fel. Ez a jelzés csupán a megfogalmazás eredetét és a szerzői jogokat jelzi, nem szolgál a cikkben szereplő információk forrásmegjelöléseként.